# Heterochelus cristaticeps
Heterochelus cristaticeps är en skalbaggsart som beskrevs av Louis Albert Péringuey 1908. Heterochelus cristaticeps ingår i släktet Heterochelus och familjen Melolonthidae. Inga underarter finns listade i Catalogue of Life.